# 緑の党 (チェコ)
緑の党(みどりのとう、Strana zelených, SZ)は、チェコの政党である。現在の党首は、ミハル・ベルクとマグダレーナ・ダヴィス。
1990年2月に結成され、連邦解体前の選挙では選挙連合「自由社会連盟」の一員として参加し、6.5%の得票を得たが、連邦解体後のチェコ政界では長期にわたって影響力を持つまでには至らず、低迷していた。2002年の下院選挙で、得票率2.4%を獲得するにとどまり、党内対立などが政治理念以上にメディアの注目を集めていた。2005年9月の党大会で政策路線の変更がなされた。新党首で、前環境大臣のマルティン・ブルシークは、政治理念の追求を優先する姿勢を明らかにした。党内の反主流派は離党し、新しい政党の結成を試みた。
2004年の上院選挙でヤロミール・シュチェティナが当選し、党として国政レベルで初の議席を獲得した。続く2006年の下院選挙で、議席獲得に必要な得票率5%を初めて越える票を獲得し（6.3%）、6議席を得た。そして市民民主党およびキリスト教民主同盟と連立を組み、発足したトポラーネク内閣で、ブルシークが副首相兼環境大臣、リシュカが教育大臣など4つの閣僚ポストを得た。
2010年の下院選挙では、得票率2.44％に終わり、議席を失った。

## 歴代党首
- ヤン・マルティン・イェチミーネク（1990-1991年）
- アレシュ・ムハ（1991-1992年）
- ヤロスラフ・ヴルチェク（1992-1995年）
- エミル・ゼマン（1995-1999年）
- イジー・チェイカ（1999-2002年）
- ミロスラフ・ロコス（2002-2003年）
- ヤン・ベラーネク（2003-2005年）
- マルティン・ブルシーク（2005-2009年）
- オンドジェイ・リシュカ（2009-2014年）
- ヤナ・ドラパロヴァ（2015-2016年）
- マチェイ・ストロプニツキー（2016-2017年）
- ペトル・ステパネク（2018-2020年）
- ミハル・ベルクとマグダレーナ・ダヴィス（2020年-）